# Dick "Night Train" Lane Award
Dick "Night Train" Lane Award är en utmärkelse inom professionell amerikansk fotboll som delas ut av Pro Football Focus och som ska utges till den defensiva spelaren i ligan som har varit bäst på att täcka motståndare under säsongen. Utmärkelsen är uppkallad efter Dick "Night Train" Lane på grund av hans rekord i mest interceptions i en säsong, han fick 14 år 1952. Utmärkelsen har getts ut sedan 2015 och den första spelaren som fick ta emot priset var Carolina Panthers Luke Kuechly.

## Pristagare
| År   | Lag      | Spelare       | Position   | Referens |
| ---- | -------- | ------------- | ---------- | -------- |
| 2015 | Panthers | Luke Kuechly  | Linebacker | [ 1 ]    |
| 2016 | Broncos  | Aqib Talib    | Cornerback | [ 2 ]    |
| 2017 | Chargers | Casey Hayward | Cornerback | [ 3 ]    |